# Бразос
Бра́зос (англ. Brazos; стар. Рио-де-Лос-Бразос-де-Диос) — одиннадцатая по длине река в США. Длина — 1352 км (с верховьем Нью-Мексико — 2060 км). Впадает в Мексиканский залив.

## География
Берёт начало от слияния Солт-Форк-Бразос и Дабл-Маунтин-Форк. Основными притоками Бразоса являются реки Боскью, Литл-Ривер и Навасота.

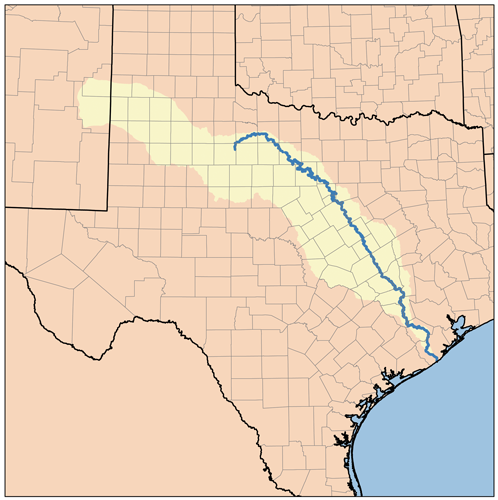
Бассейн Бразоса

На реке построены три плотины, которые образуют озера Поссум-Кингдом, Гранбери и Уитни. Последняя плотина (Гранбери) была построена в 1969 году.
Во времена Гражданской войны река была важной транспортной магистралью для передвижения войск и грузов, в настоящее время река используется больше как источник воды для городов и ирригации.
Название реки часто фигурирует в тюремных песнях, так как на её берегах находится множество тюрем.
Города на Бразосе: Уэйко, Брайан, Ричмонд, Шугар-Ленд; в устье — порт Фрипорт.